# ماریو ۱۲۹۳۱
سیارک ۱۲۹۳۱ (به انگلیسی: 12931 Mario، نامگذاری:1999TX10) دوازده هزار و نهصد و سی و یکمین سیارک کشف شده‌است که در ۷ اکتبر ۱۹۹۹ کشف شد.
قدر مطلق سیارک برابر ۱۳٫۶۰ است.